# Kim Pyŏng Ryul
Kim Pyŏng Ryul, również Kim Pyong Ryul (kor. 김병률, ur. 1926) – północnokoreański polityk i czterogwiazdkowy generał (kor. 대장) Koreańskiej Armii Ludowej. Ze względu na przynależność do najważniejszych gremiów politycznych Korei Północnej, uznawany za członka elity władzy KRLD.

## Kariera
Kim Pyŏng Ryul urodził się w 1926 roku w prowincji P’yŏngan Północny. Absolwent Szkoły Rewolucjonistów w Man’gyŏngdae, Uniwersytetu im. Kim Ir Sena w Pjongjangu oraz politechniki w stolicy ówczesnej Czechosłowacji, Pradze. W czasach wojny koreańskiej członek osobistej ochrony ówczesnego przywódcy Korei Północnej, Kim Ir Sena.
Od listopada 1969 roku przewodniczący Komitetu Prowincjonalnego Partii Pracy Korei w rodzinnej prowincji P’yŏngan Północny. W listopadzie 1970 roku, w ramach postanowień 5. Kongresu Partii Pracy Korei po raz pierwszy został członkiem Komitetu Centralnego PPK. Stanowisko to utrzymał po 6. Kongresie w październiku 1980 roku. Od września 1974 przewodniczący Komitetu Ludowego (tj. regionalnego parlamentu) prowincji P’yŏngan Północny. Funkcję tę pełnił kilkakrotnie, także od czerwca 1985 roku, gdy jednocześnie ponownie został desygnowany na stanowisko przewodniczącego Komitetu Prowincjonalnego PPK w tej samej prowincji. Szefem partii w prowincji P’yŏngan Północny pozostawał do 1989 roku.
Deputowany Najwyższego Zgromadzenia Ludowego KRLD, parlamentu KRLD, w V, VII, VIII, a także od X kadencji (tj. od grudnia 1972 do listopada 1977 roku, od lutego 1982 do kwietnia 1990, a także od września 1998 do dziś).
Na stopień generała-pułkownika (trzygwiazdkowego, kor. 상장) awansowany w 1991 roku. W styczniu 1994 został oficerem politycznym w dowództwie ochrony przywódców KRLD (kor. 호위사령부). W październiku 1995 roku otrzymał stopień generała Koreańskiej Armii Ludowej (kor. 대장).
We wrześniu 1998 został przewodniczącym Sądu Najwyższego KRLD (do kwietnia 2010 – Sąd Centralny KRLD), którym pozostaje do dzisiaj (kadencję odnawiał we wrześniu 2003 i w kwietniu 2009 roku). Wtedy także jako parlamentarzysta X kadencji wszedł do Komisji Legislacyjnej Najwyższego Zgromadzenia Ludowego. Zasiadał w niej także w kadencji XI i nadal jest jej członkiem jako parlamentarzysta XII. NZL. W ramach decyzji 3. Konferencji Partii Pracy Korei 28 września 2010 roku po raz trzeci zasiadł w Komitecie Centralnym.
Po śmierci Kim Dzong Ila w grudniu 2011 roku, Kim Pyŏng Ryul znalazł się na 45. miejscu w 233-osobowym Komitecie Żałobnym. Świadczyło to o formalnej i faktycznej przynależności Kim Pyŏng Ryula do grona kierownictwa politycznego Koreańskiej Republiki Ludowo-Demokratycznej. Według specjalistów, miejsca na listach tego typu określały rangę polityka w hierarchii aparatu władzy.

## Odznaczenia
Kawaler Orderu Kim Dzong Ila (luty 2012).